# Махов Євген Миколайович
Євген Миколайович Махов (нар. 29 квітня 1937, місто Торжок, тепер Тверської області, Російська Федерація) — радянський військовий і партійний діяч, член Військової Ради—начальник Політуправління Прикарпатського військового округу, генерал-лейтенант. Кандидат у члени ЦК КПУ в 1986—1990 р. Член Центральної контрольної комісії КПРС та член Президії і Бюро Президії ЦКК КПРС у 1990—1991 роках. Виконувач обов'язків голови Центральної контрольної комісії КПРС в 1991 році. Доктор соціологічних наук, професор.

## Біографія
Народився в родині робітників.
У Радянській армії з 1954 року. Закінчив у 1957 році Ленінградське військово-інженерне училище імені Жданова. Член КПРС з 1957 року.
З 1957 року служив командиром взводу, секретарем комсомольської організації полку, помічником начальника політичного відділу бригади з комсомольської роботи, старшим інструктором відділу комсомольської роботи Політуправління, начальником відділу комсомольської роботи—помічником начальника Політуправління Білоруського військового округу з комсомольської роботи, начальником відділу комсомольської роботи—помічником начальника Політуправління Сухопутних військ з комсомольської роботи.
У 1970 році закінчив філософський факультет Білоруського державного університету імені Леніна. У 1972 році закінчив Військово-політичну академію імені Леніна.
У 1971—1975 роках — начальник відділу комсомольської роботи—помічник начальника Головного політичного управління Радянської армії і Військово-морського флоту СРСР з комсомольської роботи.
У 1975—1984 роках — начальник політичного відділу—заступник командира армійського корпусу із політичної частини; член Військової Ради—начальник політичного відділу армії Ленінградського військового округу; 1-й заступник начальника Політуправління Прибалтійського військового округу.
У 1984—1985 роках — 1-й заступник начальника Політуправління Групи радянських військ в Німеччині — член Військової ради.
У 1985—1989 роках — член Військової ради — начальник Політуправління Прикарпатського військового округу.
У 1989—1990 роках — член Комітету партійного контролю при ЦК КПРС.
У липні — жовтні 1990 року — заступник голови Центральної контрольної комісії КПРС. 10 жовтня 1990 — 23 квітня 1991 року — 1-й заступник голови Центральної контрольної комісії КПРС та член Бюро Президії ЦКК КПРС.
23 квітня — серпень (6 листопада) 1991 року — виконувач обов'язків голови Центральної контрольної комісії КПРС та член Бюро Президії ЦКК КПРС.
Потім — у відставці в місті Москві. Одружений, двоє дітей.

## Звання
- генерал-лейтенант

## Нагороди
- орден Червоної Зірки
- орден «За службу Батьківщині у Збройних Силах СРСР» ІІІ ст.
- орден «Знак Пошани»
- медалі